# Рудольф Ватцль
Рудольф Ватцль (нім. Rudolf Watzl; 14 квітня 1882, Відень — 15 серпня 1915, Перемишль) — австрійський борець греко-римського стилю, чемпіон та бронзовий призер Олімпійських ігор. Перший і наразі єдиний австрієць, якому вдалося стати чемпіоном Олімпійських ігор (хоч і неофіційних) з будь-якого виду боротьби.

## Життєпис
Рудольф Ватцль народився 14 квітня 1882 року у Відні. Він виріс у дев'ятому районі Відня. Він ріс міцним хлопцем і мріяв стати борцем. Але лише у 22-річному віці він став членом спортивного клубу. З цього часу Ватцль зміг нарешті розпочати з регулярні тренування. Швидко опанувавши техніку боротьби, він вже в перший рік звернув на себе увагу, а на другий був включений в олімпійську збірну Австро-Угорщини для участі в позачергових Олімпійських іграх 1906 року в Афінах. Ці змагання не були визнані Міжнародним олімпійським комітетом офіційними і не отримали порядкового номера.
Не маючи досвіду участі в міжнародних змаганнях, Ватцль виграв усі свої поєдинки в легкій вазі. У фінальну частину змагань разом з ним вийшли данець Карл Карлсен і угорець Ференц Голубан. Австрієць переміг обох і став олімпійським чемпіоном. Щоправда данського борця зміг здолати у сутичці, що не обмежувалася в часі, лише після 40-хвилинної боротьби. Змагання з греко-римської боротьби на цьому турнірі проводилися у трьох вагових категоріях, після чого вібувся поєдинок за звання абсолютного чемпіона між переможцями турніру у важкій вазі — Сереном Єнсеном і середній — Вернером Векманом. Переміг більш важкий Єнсен. Рудольф Ватцль, як третій переможець вагової категорії отримав свою другу нагороду — на цей раз бронзову медаль.
Після свого олімпійського успіху Рудольф Ватцль більше не з'являється на міжнародних змаганнях. Під час Першої світової війни він служив в Австро-Угорській армії. Під час контрнаступу, в ході якого австроугорські війська відбили у російської імператорської армії фортецю Перемишль, Ватцль захворів на черевний тиф і помер в Перемишлі у 33-річному віці 15 серпня 1915 року.

## Спортивні результати на міжнародних змаганнях

### Виступи на Олімпіадах
| Змагання                          | Збірна                                                                               | Вагова категорія                                   | Місце  |
| --------------------------------- | ------------------------------------------------------------------------------------ | -------------------------------------------------- | ------ |
| Позачергові Олімпійські ігри 1906 | Помилка Lua у Модуль:Country_alias у рядку 206: Недійсний псевдонім країни: AUT-HUN. | греко-римська боротьба, найлегша вага              | Золото |
| Позачергові Олімпійські ігри 1906 | Помилка Lua у Модуль:Country_alias у рядку 206: Недійсний псевдонім країни: AUT-HUN. | греко-римська боротьба, абсолютна вагова категорія | Бронза |